# Lixophaga brasiliana
Lixophaga brasiliana là một loài ruồi trong họ Tachinidae.